# Krasznodari határterület
A Krasznodari határterület (oroszul Краснодарский край [Krasznodarszkij kraj]) az Oroszországi Föderáció alanya, székhelye Krasznodar.
2010-ben népessége 5 226 647 fő volt. A 2014. évi téli olimpiai játékokat Szocsi városában tartották.

## Földrajz

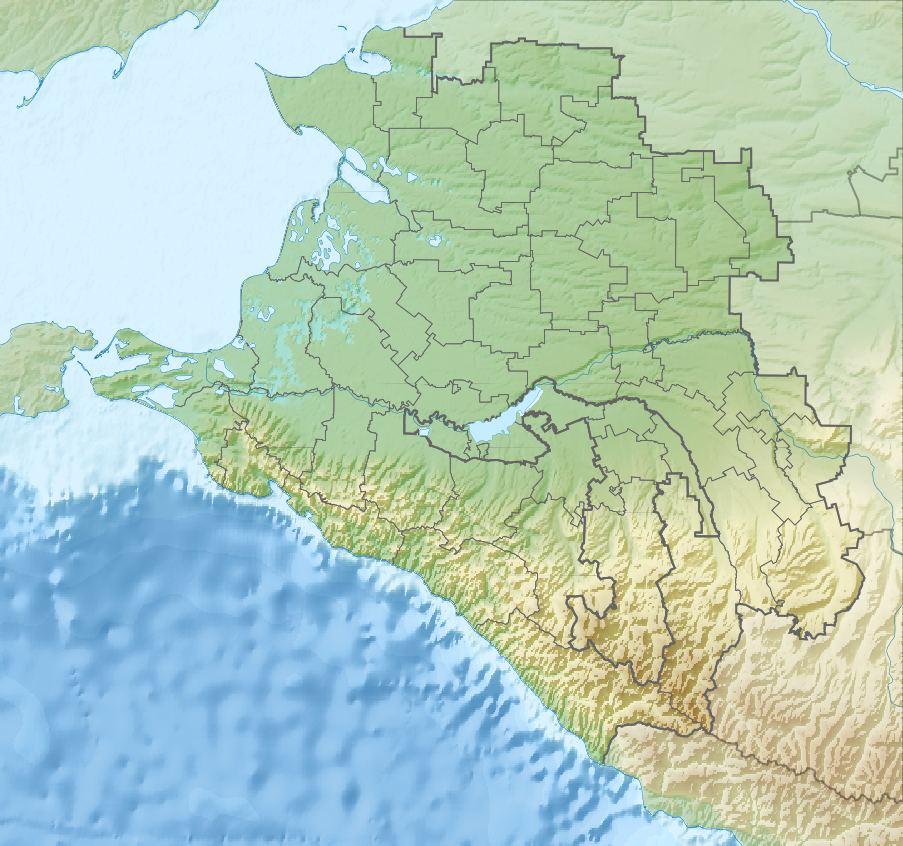
A Krasznodari határterület domborzati térképe

A határterület Oroszország európai részének déli részén található.
Határos északon a Rosztovi területtel, északkeleten a Sztavropoli határterülettel, keleten Karacsáj-Cserkeszfölddel, délkeleten Abháziával (Grúziából kiszakadt állam). Délen és délnyugaton a Fekete-tenger, nyugaton pedig az az Azovi-tenger határolja. A határterületben enklávé Adigeföld.
Északi része síkság, déli részein a Nagy-Kaukázus vonulatai húzódnak. Lásd még: Nyugat-Kaukázus.
Fő folyója a Kubán, amelyen a Krasznodari-víztározó létesült.

## Népesség

### Nemzetiségi megoszlás
- 2002-ben 5 125 221 lakosából 4 436 272 orosz (86,56%), 274 566 örmény (5,36%), 131 774 ukrán, 26 540 görög, 26 260 fehérorosz, 25 589 tatár, 20 500 grúz, 18 469 német, 15 821 adige, 13 496 török, 11 944 azeri, 10 873 cigány, 5022 kurd, 4446 cserkesz, 4441 ezid, 4133 oszét, 3764 asszír, 3752 lezg, 3213 sapsug, 1988 abház, 1460 avar, 1331 tabaszaran, 915 lak, 860 dargin, 809 udin, 784 karacsáj, 727 kabar, 723 ingus, 586 kumük, a többi más nemzetiségű.
- 2010-ben 5 226 647 lakosából 4 522 962 orosz (86,54%), 281 680 örmény (5,39%), 83 746 ukrán, 24 840 tatár, 22 595 görög, 17 826 grúz, 16 890 fehérorosz, 13 834 adige, 12 920 cigány, 12 171 német, 10 165 azeri, 8527 török, 5899 kurd, 5258 cserkesz, 5023 ezid, 4537 oszét, 4106 lezg, 3839 sapsug, 3440 asszír, 2092 abház, 1848 avar, 1651 tabaszaran, 1130 kabar, 1100 karacsáj, 1054 dargin, 821 lak, 815 ingus, 776 udin, 581 kumük.

### Települések

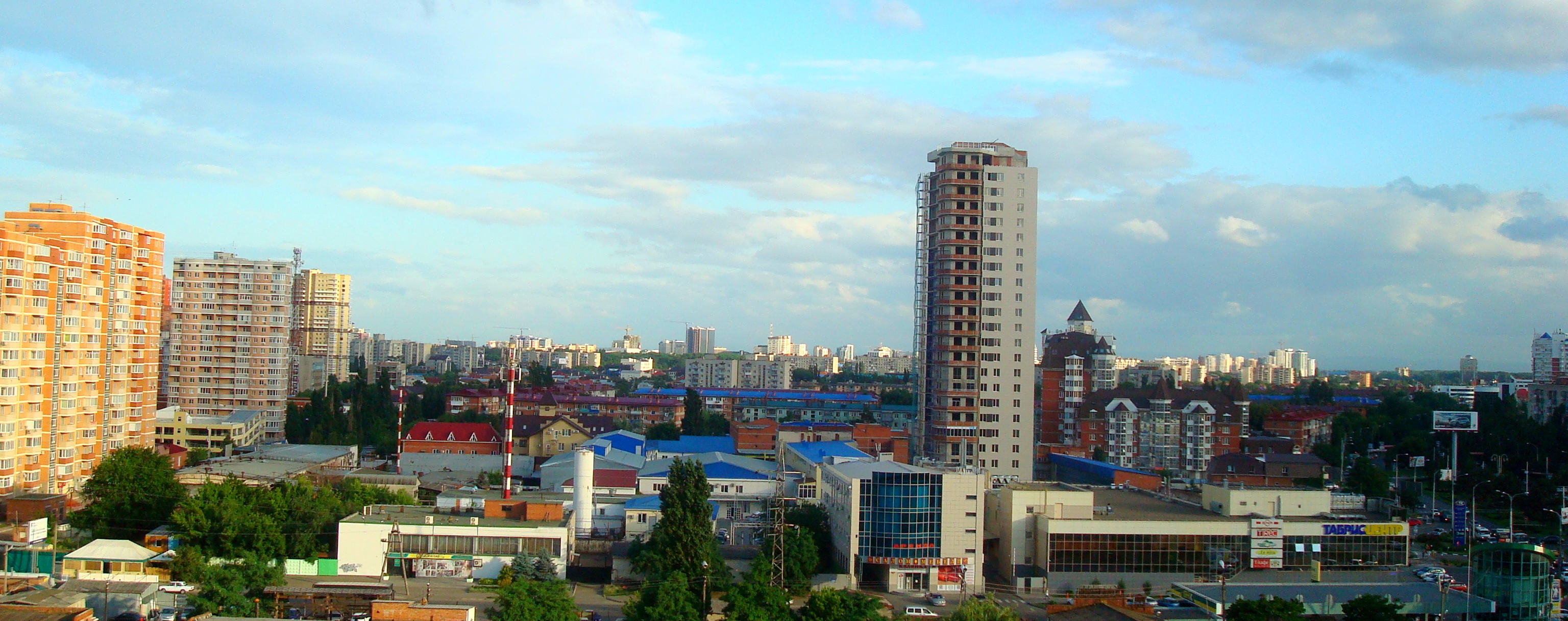
Krasznodar

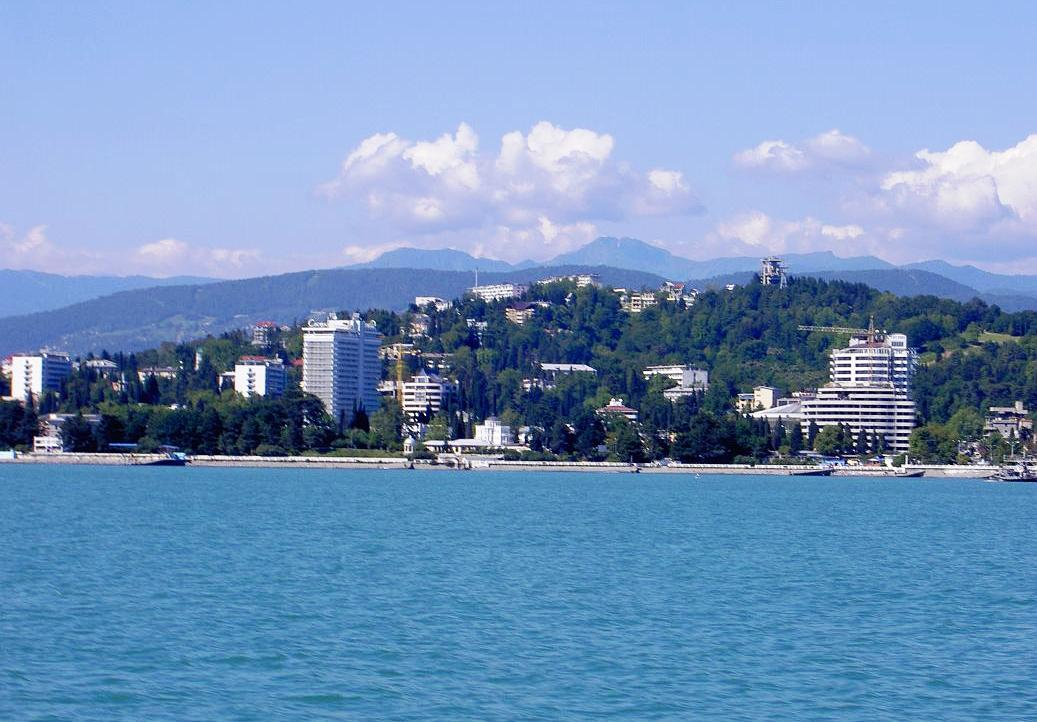
Szocsi

A Krasznodari határterületen (a 2010. évi népszámláláskor) 26 város, 12 városi jellegű település és 1725 falusi település található, utóbbiak közül 19 lakatlan. A városi jellegű települések száma 1987-ben még 24 volt, a Szovjetunió megszűnése óta azonban sokuk elvesztette e címét és faluvá alakult, Oroszország más területeihez hasonlóan.
A 2010. évi népszámlálás adatai szerint a Krasznodari határterületen 53% a városi (városokban vagy városi jellegű településeken élő) népesség aránya. A Krasznodari határterületen található Oroszország második legnépesebb falusi települése, Kanyevszkaja, ami 44 386 lakosával az egész világon is a legnagyobbak közé tartozik. Összesen 192 falu népessége éri el a háromezer főt, melyek együttesen a határterület lakosainak 30%-a számára nyújtanak otthont, így ezek a nagy- és óriásfalvak más oroszországi régiókhoz képest kiemelkedő szerepet játszanak a településhálózatban.
A Krasznodari határterület városai a következők (2010. évi népességükkel):
- Krasznodar, Краснодар (744 995)
- Szocsi, Сочи (343 334)
- Novorosszijszk, Новороссийск (241 952)
- Armavir, Армавир (188 832)
- Jejszk, Ейск (87 769)
- Kropotkin, Кропоткин (80 765)
- Szlavjanszk-na-Kubanyi, Славянск-на-Кубани (63 842)
- Tuapsze, Туапсе (63 292)
- Labinszk, Лабинск (62 864)
- Tyihoreck, Тихорецк (61 823)
- Anapa, Анапа (58 990)
- Krimszk, Крымск (57 382)
- Gelendzsik, Геленджик (54 980)
- Tyimasovszk, Тимашевск (53 924)
- Belorecsenszk, Белореченск (53 892)
- Kurganyinszk, Курганинск (47 970)
- Uszty-Labinszk, Усть-Лабинск (43 270)
- Korenovszk, Кореновск (41 166)
- Apseronszk, Апшеронск (40 225)
- Tyemrjuk, Темрюк (38 046)
- Gulkevicsi, Гулькевичи (35 244)
- Abinszk, Абинск (34 928)
- Novokubanszk, Новокубанск (34 880)
- Primorszko-Ahtarszk, Приморско-Ахтарск (32 257)
- Gorjacsij Kljucs, Горячий Ключ (30 126)
- Hadizsenszk, Хадыженск (21 579)

## Közigazgatás és önkormányzatok

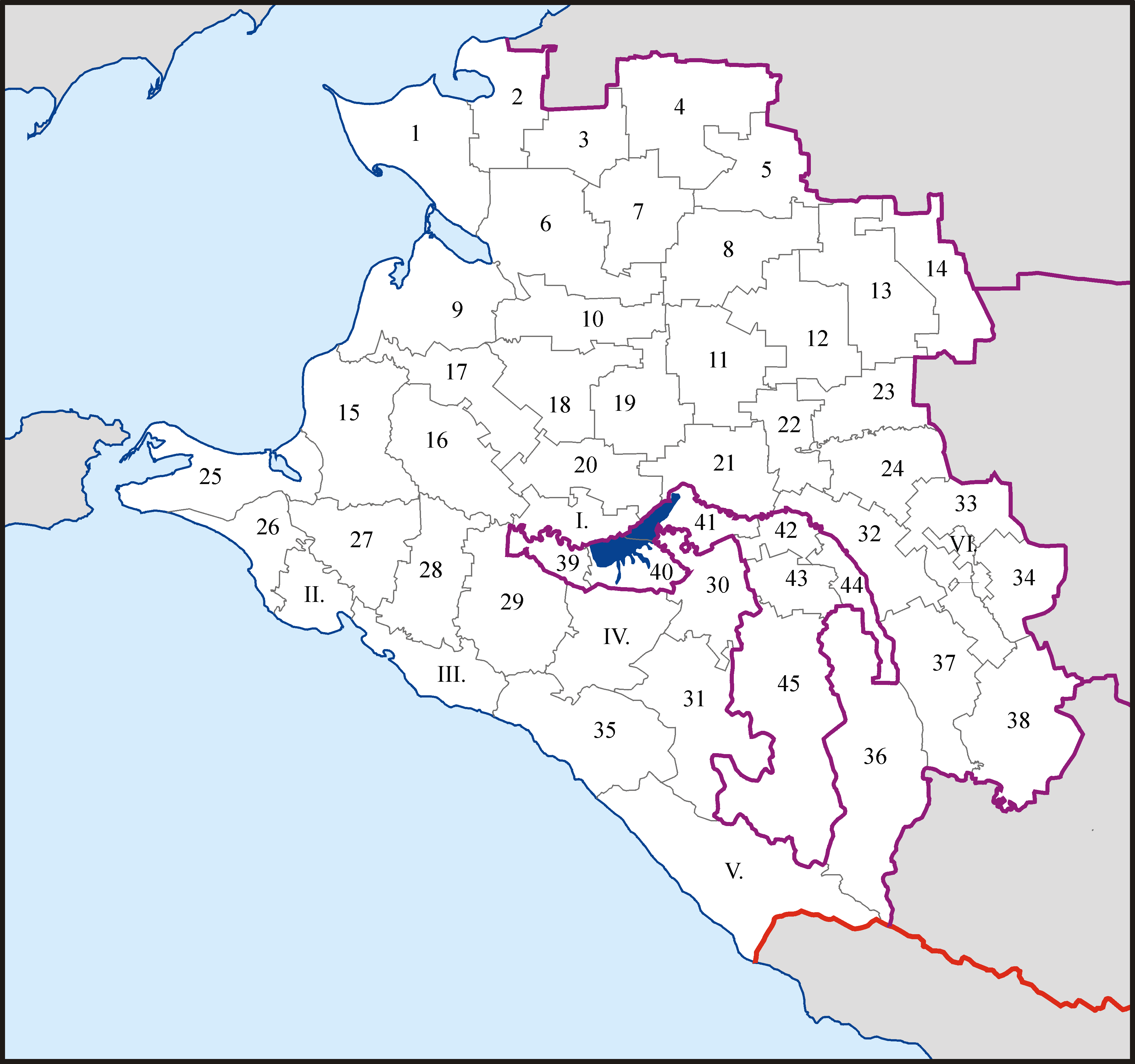
A Krasznodari határterület járásai

A Krasznodari határterület (a 2010. évi népszámláláskor) közigazgatási szempontból 38 járásra oszlik, a 26 város közül pedig 15 határterületi alárendeltségű, ezek nem tartoznak egyik járáshoz sem. Közülük 11-hez falusi települések is be vannak osztva, némelyikhez járásnyi kiterjedésű területen, melyek szintén nem tartoznak egyik járáshoz sem.
Az önkormányzatok területi beosztása nagyjából megegyezik a közigazgatási felosztással. Az Anapai járást kivéve a 38 járás mindegyikében járási önkormányzat működik, míg a 15 köztársasági alárendeltségű városból 7 (az esetleg hozzájuk beosztott vidéki területekkel együtt) a járásoktól független városi körzetet alkot, melyeknek egyszintű önkormányzata van, egyszerre gyakorolják a járási és a községi önkormányzati hatásköröket. A további 8, a közigazgatási beosztás szerint a járásoktól független város viszont nem alkot városi körzetet, hanem annak a járási önkormányzatnak vannak alárendelve, amelynek a székhelyei. A járásokhoz összesen 30 városi község – ezek székhelye egy város vagy városi jellegű település – és 352 falusi község tartozik. Az Anapai járás területén viszont nem működik se járási, se községi önkormányzat, mivel teljes területe az Anapa városi körzethez tartozik.
Közigazgatási szempontból tehát a Krasznodari határterület 38 járásra és 15 városra tagozódik, míg önkormányzati rendszerét 37 járási önkormányzat és 7 városi körzet, a járási önkormányzatoknak alárendelve pedig 30 városi és 352 falusi község alkotja.

### A járások és székhelyeik
Közigazgatási járások, melyek területén járási önkormányzat működik azonos területtel
- Abinszki járás, Абинский район (Abinszk)
- Apseronszki járás, Апшеронский район (Apseronszk)
- Belaja Glina-i járás, Белоглинский район (Belaja Glina)
- Brjuhoveckajai járás, Брюховецкий район (Brjuhoveckaja)
- Gulkevicsi járás, Гулькевичский район (Gulkevicsi)
- Gyinszkajai járás, Динской район (Gyinszkaja)
- Kalinyinszkajai járás, Калининский район (Kalinyinszkaja)
- Kanyevszkajai járás, Каневской район (Kanyevszkaja)
- Korenovszki járás, Кореновский район (Korenovszk)
- Krasznoarmejszkij járás, Красноармейский район (Poltavszkaja)
- Krilovszkajai járás, Крыловский район (Krilovszkaja)
- Kurganyinszki járás, Курганинский район (Kurganyinszk)
- Kuscsevszkajai járás, Кущевский район (Kuscsevszkaja)
- Leningrádszkajai járás, Ленинградский район (Leningrádszkaja)
- Mosztovszkoji járás, Мостовский район (Mosztovszkoj)
- Novokubanszki járás, Новокубанский район (Novokubanszk)
- Novopokrovszkajai járás, Новопокровский район (Novopokrovszkaja)
- Otradnajai járás, Отрадненский район (Otradnaja)
- Pavlovszkajai járás, Павловский район (Pavlovszkaja)
- Primorszko-ahtarszki járás, Приморско-Ахтарский район (Primorszko-Ahtarszk)
- Scserbinovszkajai járás, Щербиновский район (Sztaroscserbinovszkaja)
- Szeverszkajai járás, Северский район (Szeverszkaja)
- Sztarominszkajai járás, Староминский район (Sztarominszkaja)
- Tbilisszkajai járás, Тбилисский район (Tbilisszkaja)
- Tyemrjuki járás, Темрюкский район (Tyemrjuk)
- Tyimasovszki járás, Тимашёвский район (Tyimasovszk)
- Uszpenszkojei járás, Успенский район (Uszpenszkoje)
- Uszty-labinszki járás, Усть-Лабинский район (Uszty-Labinszk)
- Viszelki járás, Выселковский район (Viszelki)

Közigazgatási járások, melyek székhelye a járási önkormányzathoz tartozó határterületi alárendeltségű város
- Belorecsenszki járás, Белореченский район (Belorecsenszk)
- Jejszki járás, Ейский район (Jejszk)
- Krimszki járás, Крымский район (Krimszk)
- Labinszki járás, Лабинский район (Labinszk)
- Szlavjanszki járás, Славянский район (Szlavjanszk-na-Kubanyi)
- Tuapszei járás, Туапсинский район (Tuapsze)
- Tyihorecki járás, Тихорецкий район (Tyihoreck)

Közigazgatási járás, melynek területén nem működik járási önkormányzat, mivel a székhelyével (ami határterületi alárendeltségű város) közösen városi körzetet alkot
- Anapai járás, Анапский район (Anapa)

Közigazgatási járás, melynek területén járási önkormányzat működik, de annak területe nagyobb és székhelye eltérő
- Kavkazszkajai járás, Кавказский район (a közigazgatási székhely Kavkazszkaja, a járási önkormányzaté azonban Kropotkin határterületi alárendeltségű város)